# Castelo Bom
Castelo Bom ist eine Gemeinde (Freguesia) im portugiesischen Kreis Almeida. In ihr leben 172 Einwohner (Stand 19. April 2021).

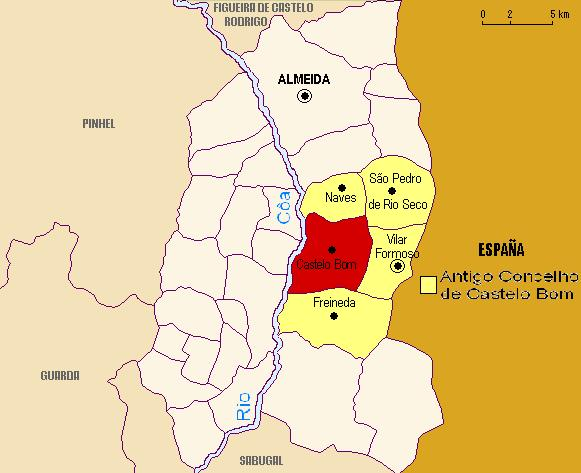
Lage der Gemeinde im Kreis Almeida

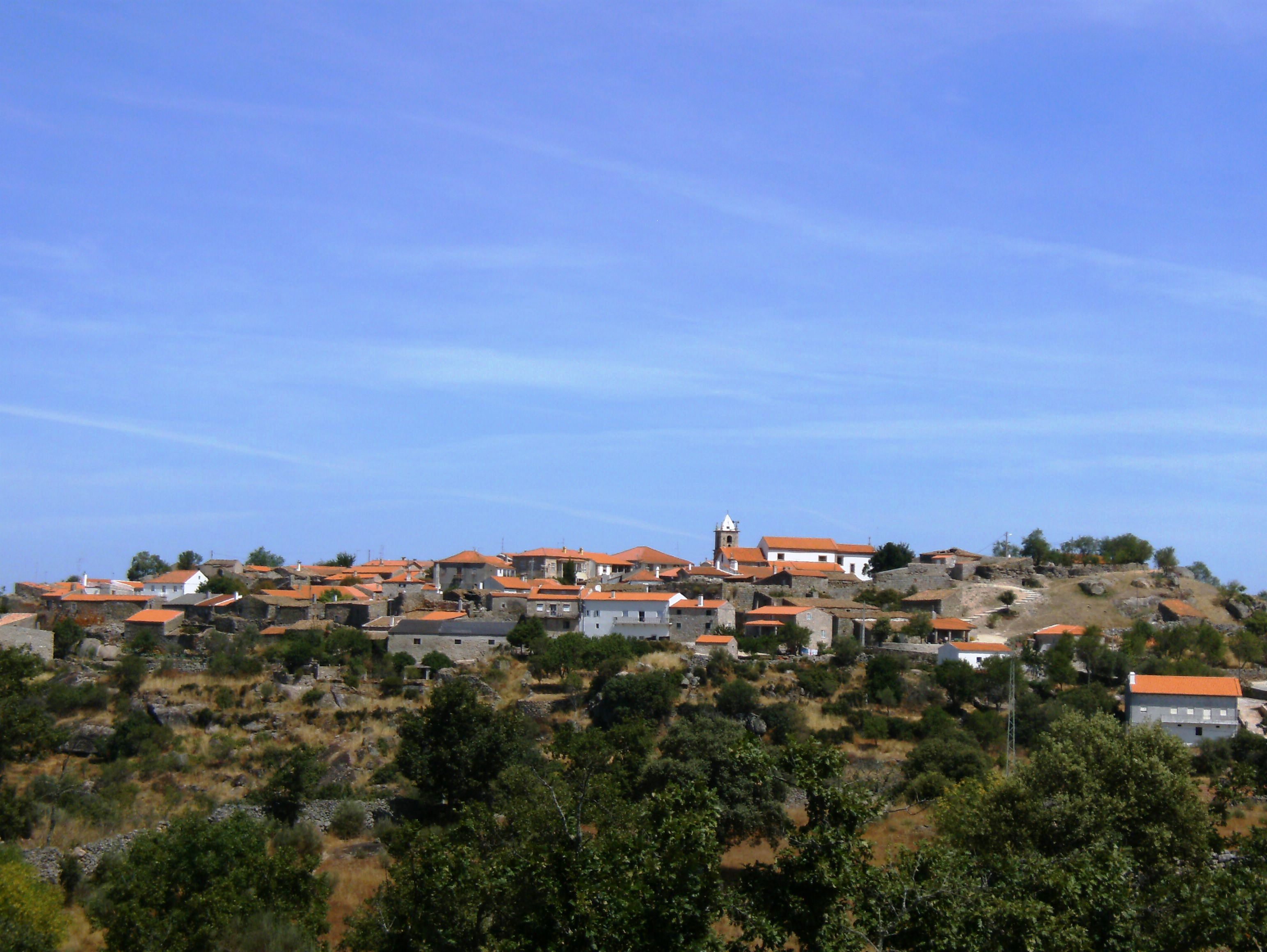
Blick auf Castelo Bom

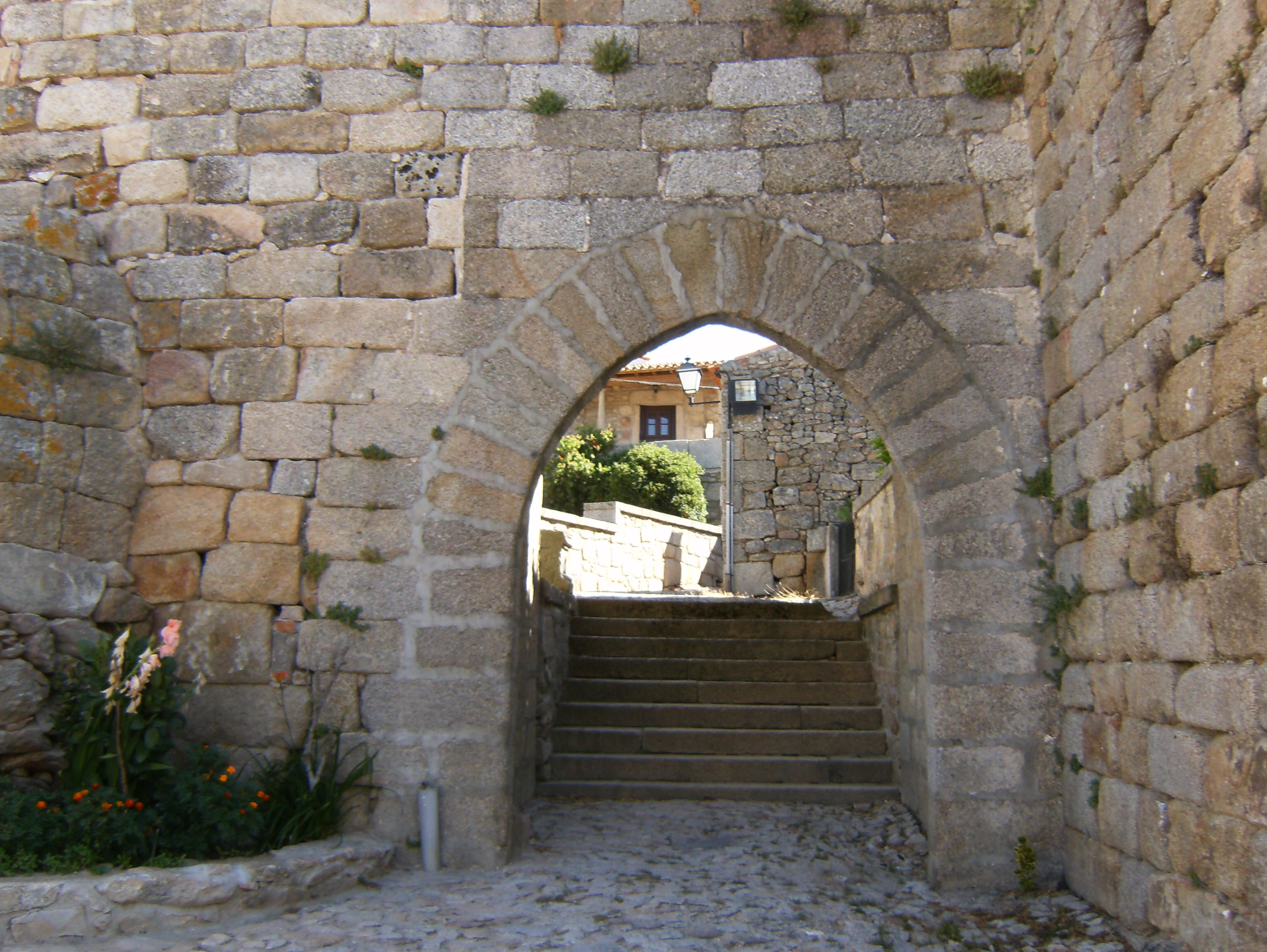
Stadttor in der Burgananlage

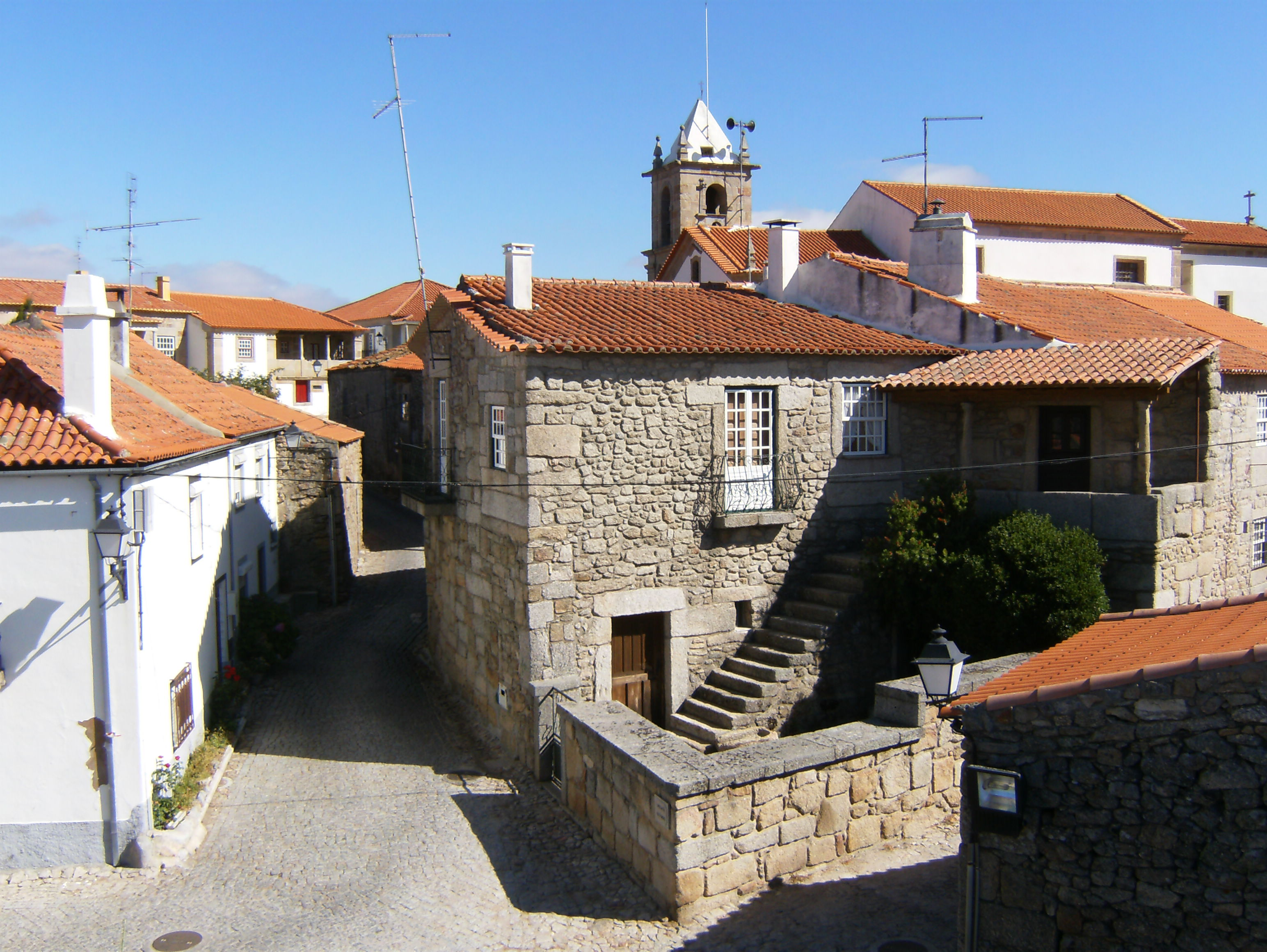
Blick von der Stadtmauer in den historischen Ortskern von Castelo Bom

## Geografie
Castelo Bom ist etwa 14 km von der Kreisstadt Almeida, und etwa 35 von der Distrikthauptstadt Guarda entfernt.

## Geschichte
König Alfons VIII. verlieh dem Ort seine ersten Stadtrechte im 12. Jahrhundert. Nach der definitiven Eroberung des Ortes durch das unabhängige Königreich Portugal und kurz vor Abschluss des Vertrages von Alcañices (1297) erhielt Castelo Bom durch König D.Dinis im Jahr 1296 Stadtrechte (Foral), die 1510 durch Manuel I. erneuert wurden. Bis 1834 war es Sitz eines eigenständigen Kreises (Concelho) und gehört seither zum Kreis Almeida.

## Kultur, Sport und Sehenswürdigkeiten
Unter seinen zahlreichen denkmalgeschützten Bauten sind verschiedene Herrenhäuser, Brunnenanlagen und Kirchen. Zu nennen ist hier insbesondere die Burganlage aus dem 13. Jahrhundert mit verschiedenen Erweiterungen aus späteren Epochen.
Der Ort war in der engeren Auswahl für das Projekt der Aldeias Históricas de Portugal, eines 1998 gestarteten Programms zur Erhaltung und Förderung von historischen Dörfern mit vielfältiger und guterhaltener Bausubstanz. Es wurde nicht aufgenommen, da man sich in der Anfangsphase auf zehn Orte beschränkte. Eine Bürgerinitiative bemüht sich seither um die Aufnahme von Castelo Bom in das Programm, das neben Auflagen auch besondere Förderungen und Maßnahmen des Marketings beinhaltet.
Castelo Bom ist ein Ort der internationalen Geocaching-Suchspielfreunde.

## Bevölkerungsentwicklung
| Einwohnerzahl von Castelo Bom 1864–2001 | Einwohnerzahl von Castelo Bom 1864–2001 | Einwohnerzahl von Castelo Bom 1864–2001 | Einwohnerzahl von Castelo Bom 1864–2001 | Einwohnerzahl von Castelo Bom 1864–2001 | Einwohnerzahl von Castelo Bom 1864–2001 | Einwohnerzahl von Castelo Bom 1864–2001 | Einwohnerzahl von Castelo Bom 1864–2001 | Einwohnerzahl von Castelo Bom 1864–2001 | Einwohnerzahl von Castelo Bom 1864–2001 | Einwohnerzahl von Castelo Bom 1864–2001 | Einwohnerzahl von Castelo Bom 1864–2001 | Einwohnerzahl von Castelo Bom 1864–2001 | Einwohnerzahl von Castelo Bom 1864–2001 |      |
| --------------------------------------- | --------------------------------------- | --------------------------------------- | --------------------------------------- | --------------------------------------- | --------------------------------------- | --------------------------------------- | --------------------------------------- | --------------------------------------- | --------------------------------------- | --------------------------------------- | --------------------------------------- | --------------------------------------- | --------------------------------------- | ---- |
| 1864                                    | 1878                                    | 1890                                    | 1900                                    | 1910                                    | 1920                                    | 1930                                    | 1940                                    | 1950                                    | 1960                                    | 1970                                    | 1981                                    | 1991                                    | 2001                                    | 2011 |
| 317                                     | 373                                     | 397                                     | 456                                     | 519                                     | 474                                     | 429                                     | 510                                     | 562                                     | 484                                     | 268                                     | 203                                     | 193                                     | 181                                     | 216  |

## Verwaltung
Castelo Bom ist Sitz einer gleichnamigen Gemeinde. Die Nachbargemeinden sind (im Uhrzeigersinn im Norden beginnend): Naves, São Pedro de Rio Seco, Vilar Formoso, Freineda, Castelo Mendo, Mido, und Senouras.
Die Gemeinde besteht aus folgenden Ortschaften:
- Castelo Bom
- Aldeia de São Sebastião.

## Verkehr
Castelo Bom liegt an der Eisenbahnstrecke Linha da Beira Alta, mit seinem Bahnhof Aldeia (Aldeia de São Sebastião). Es liegt zudem an der Autobahn A25, zwischen den Ausfahrten von Alto de Leomil und Vilar Formoso. 